# Садат, Анвар
Муха́ммед А́нвар ас-Сада́т (араб. محمد أنور السادات‎; 25 декабря 1918 — 6 октября 1981) — египетский государственный и военный деятель, президент Египта (1970—1981), маршал (мушир, 1973).

## Детство и юность
Анвар ас-Садат родился 25 декабря 1918 года в многодетной семье суданского происхождения в городке Мит-Абуль-Кум к северу от Каира. Он был одним из тринадцати детей Мухаммада ас-Садата, служившего писарем в военном госпитале, и Ситт эль-Баррейн. Все его родственники были ревностными мусульманами, Анвар Садат в детстве посещал начальную религиозную школу, где изучал Коран. В 1925 году семья переехала в окрестности Каира, где Садат получил среднее образование. По его собственному признанию, в юности на его мировоззрение оказали наибольшее влияние четыре человека — Захран, участник антиколониального бунта, повешенный британскими войсками за убийство офицера, Кемаль Ататюрк, добившийся независимости Турции и инициировавший широкомасштабные реформы в стране, Махатма Ганди, пропагандировавший ненасильственное сопротивление общественному злу, и Гитлер, в котором юный Садат видел единственного мирового лидера, способного противостоять британской экспансии.

## Путь к власти
В 1938 году Садат окончил военное училище и получил звание лейтенанта. В 1940 году вступил в тайное общество «Исаба», созданное группой египетских офицеров. Был также близок к националистическим организациям «Миср аль-Фатат» и «Братья-мусульмане».

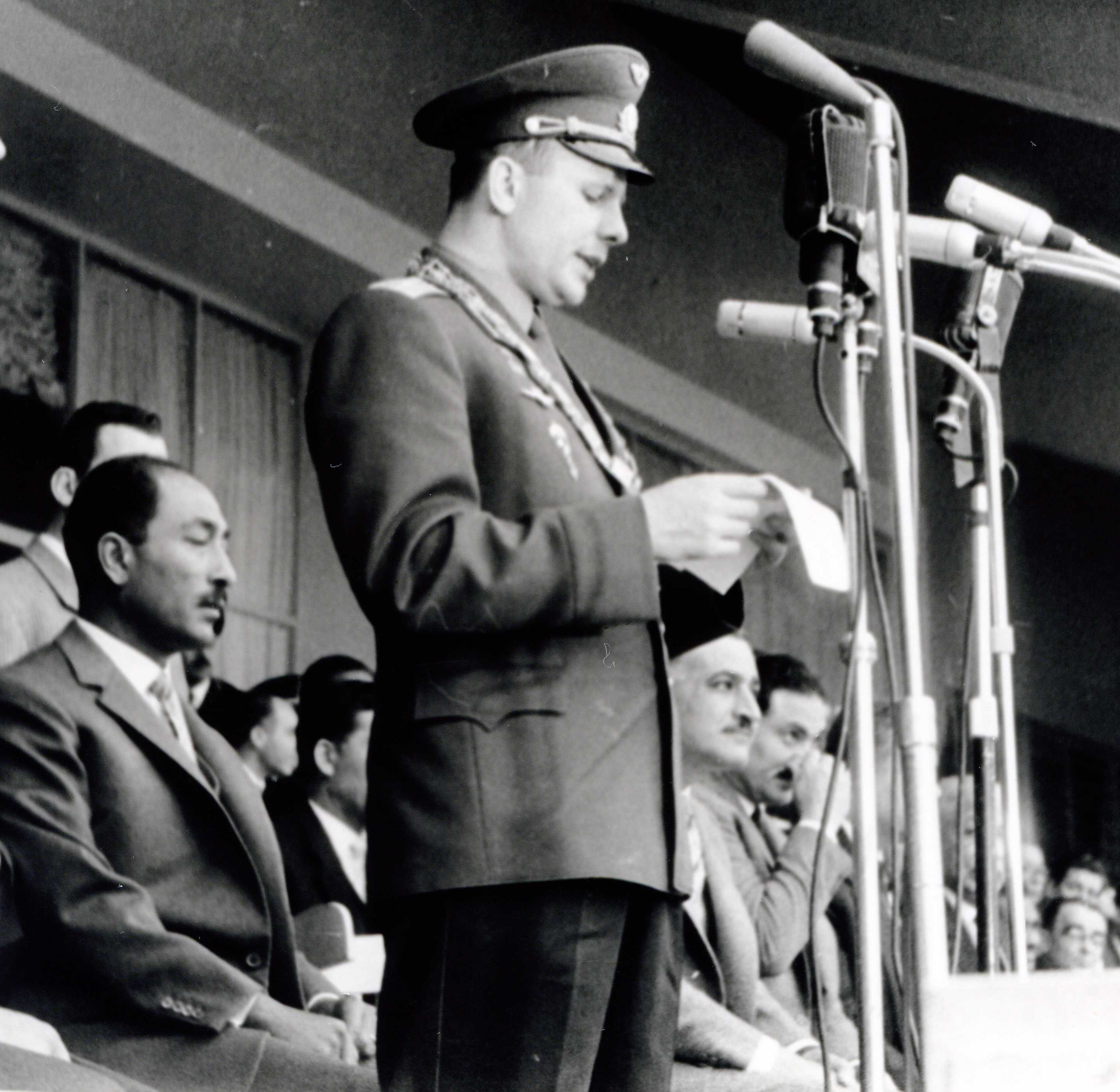
Анвар Садат на встрече с Юрием Гагариным, Каир

Во время Второй мировой войны Садат тайно сотрудничал с агентами нацистской Германии и фашистской Италии, преследуя цель освобождения страны от британского господства. Садат неоднократно подвергался арестам британцами, обвинялся в сотрудничестве с Абвером. По просьбе немцев он пытался переправить уволенного из египетской армии генерала в Ирак для укрепления антибританской активности. Предприятие провалилось, и Садат был арестован. За недостатком улик он был освобождён и стал сотрудничать с двумя немецкими агентами в Каире, которые выдали его после своего ареста. В октябре 1942 года осуждённый трибуналом Садат был уволен из армии и попал в тюрьму. Два года спустя он начал голодовку и был переведен в тюремную больницу, откуда сумел бежать. Садат отрастил бороду и, около года находясь в подполье, постоянно менял внешность, адреса и работу. В 1946—1949 годах вновь в заключении. После освобождения занимался журналистской деятельностью, с 1950 года вновь на военной службе.
Участвовал в создании организации «Свободные офицеры» во главе с Насером.
После государственного переворота 1952 года занимал различные государственные посты в Республике Египет, а с 1958 года — в пришедшей ей на смену Объединённой Арабской Республике (ОАР). С 1960 по 1961 и с 1964 по 1968 год — председатель Национального собрания ОАР; одновременно с 1960 по 1961 годы — председатель Национального совета Сирийского района ОАР. В 1964 году — один из вице-президентов, а с 1969 года — единственный вице-президент ОАР. После смерти Насера в 1970 году избран президентом ОАР.

## Президентство
Почти сразу же после прихода к власти Садат начал отходить от проводившейся Абдель Насером политики арабского национализма и арабского социализма. После того как последователи идей Абдель Насера попытались создать оппозицию новому режиму, в мае 1971 многие лица из окружения бывшего президента были арестованы (т. н. Майская исправительная революция). Садат отказался от панарабских притязаний Насера; в 1971 году государство было переименовано из Объединённой Арабской республики в Арабскую республику Египет (АРЕ).

### Отношения со сверхдержавами
Считая, что Советский Союз предоставил Египту недостаточную помощь в продолжающемся противостоянии с Израилем, и желая обрести более мощного по его мнению союзника в лице США, Садат начал сближение с США. Одновременно Египет отказался от военной помощи СССР, в 1972 году выслав советских военных советников.
В 1973 году в обстановке международной изоляции Садат начал войну против Израиля (Война судного дня); крайне неудачный исход операции вынудил Садата идти на дальнейшее сближение с США и мирные переговоры с Израилем, а также в одностороннем порядке денонсировать договор о дружбе с СССР 1971 года (1976).
Спустя два месяца после заключения мирного соглашения в Кэмп-Дэвиде[когда?] Египет — уже в качестве союзника США на Ближнем Востоке — был включён в число стран, получающих американскую военную помощь, санкционируемую Конгрессом.

### Война Судного дня
Приоритетным направлением своей политики Анвар Садат считал возрождение Египта, усиление позиций страны на мировой арене и реванш за унизительное поражение в Шестидневной войне с Израилем 1967 года. В конце 1972 года Садат стал склоняться к военной кампании против Израиля. Решение Египта о начале войны с Израилем было принято президентом Анваром Садатом и его сирийским коллегой Хафезом Асадом летом 1973 года.

### Кэмп-Дэвидские соглашения
После поражения в войне Садат начал склоняться к мирным переговорам. После подписания соглашения о разъединении сил Израиль и Египет подписали промежуточный договор, в котором обязывались не применять силу, а решить территориальный конфликт мирным путём. В 1977 году Анвар Садат объявил о своей готовности прибыть в Иерусалим для обсуждения условий мира с Израилем, и в ноябре этот исторический визит состоялся.

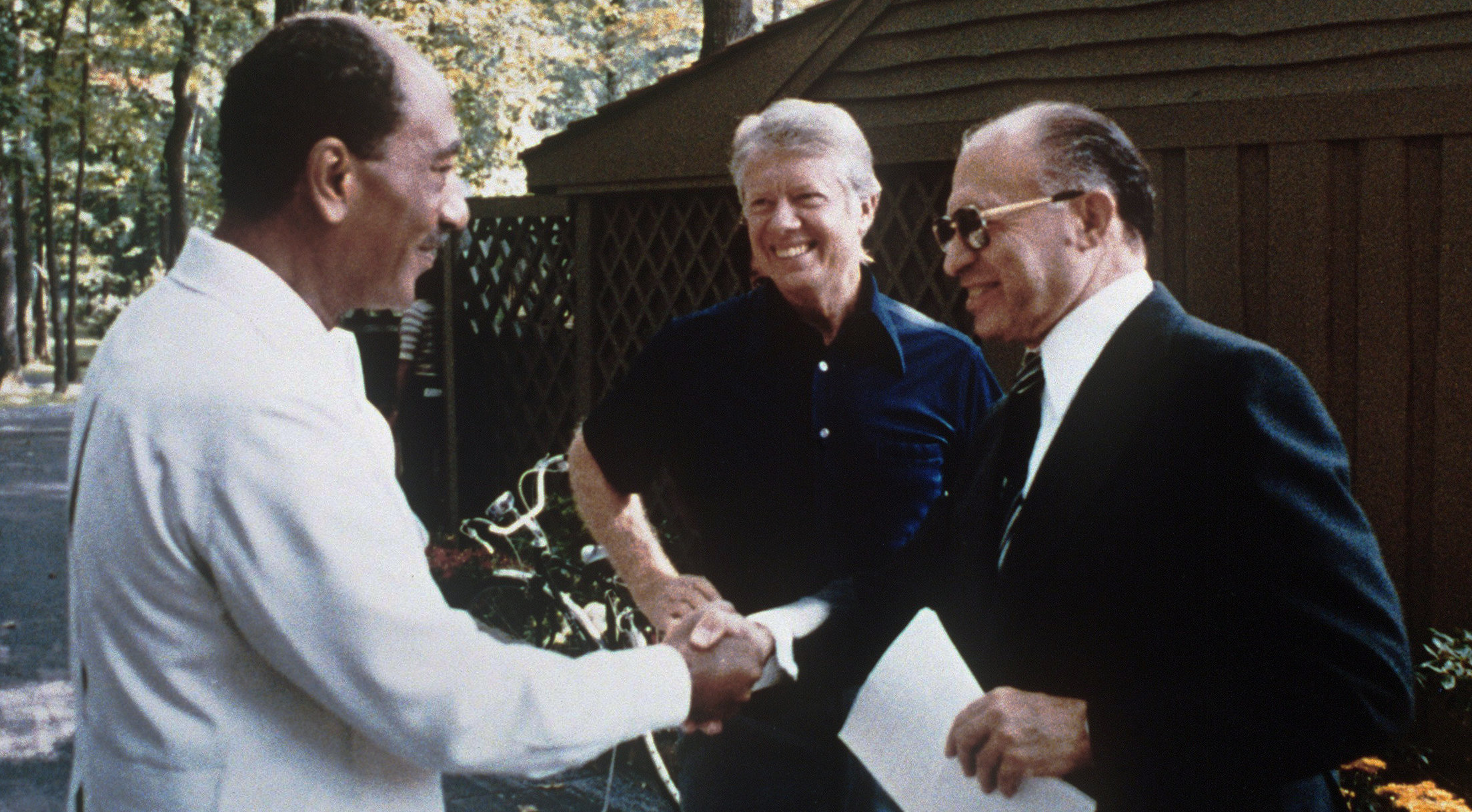
Кэмп-Дэвидское соглашение. Садат (слева) жмет руку Бегину в присутствии Картера

 По приглашению премьер-министра Израиля Менахема Бегина он выступил в Кнессете в Иерусалиме, что вызвало резкое осуждение в арабском мире и в СССР. Изложенный Садатом план из 5 пунктов включал, в частности, создание самостоятельного палестинского государства. Его выступление, тенденциозно поданное средствами массовой информации (например, СМИ не афишировали, что рисунок на галстуке Садата состоял из свастик[значимость факта?]), произвело на израильтян сильнейшее впечатление, так как появилась реальная возможность заключить мирный договор с самым мощным в военном отношении арабским государством.
Спустя некоторое время премьер-министр Израиля Менахем Бегин совершил ответный визит в Египет. Однако переговоры проходили трудно. Президент США Дж. Картер решил пригласить обе стороны к себе, в Кэмп-Дэвид, место отдыха и деловых встреч американских президентов.
Визит Садата в Иерусалим в ноябре 1977 года и его встреча с израильским премьер-министром Менахемом Бегином привели к разрыву дипломатических отношений Египта с большинством арабских стран. Однако египетский президент считал для себя более правильным продолжать мирные переговоры с Израилем.
В сентябре 1978 года на саммите в Кэмп-Дэвиде под председательством Джимми Картера Садат и премьер-министр Израиля Менахем Бегин договорились о мире, взаимном признании и возвращении Синайского полуострова Египту. Мирный договор был заключён 26 марта 1979 года. Израиль обязался вывести войска и эвакуировать еврейские поселения с Синайского полуострова, оккупированного в 1967 году. В 1978 году за подписание мирных соглашений Анвар Садат и Менахем Бегин удостоились Нобелевской премии мира.

### Внутренняя политика

#### Политика «открытых дверей»
В 1974 году Садат приступил к реализации политики «открытых дверей» (инфитах). Привлечению иностранных инвесторов способствовали выгодная для них система налогообложения и правительственные гарантии против национализации частного капитала. Кроме того, правительство приняло на себя обязательства по модернизации системы коммуникаций и транспортной сети страны. Для получения займов правительство Египта должно было пойти на сокращение бюджетного дефицита, урезав для этого государственные субсидии на продукты питания и топливо, что означало рост цен на товары первой необходимости.
В ходе реализации политики «открытых дверей» были либерализованы банковская и валютная сферы экономики. По мнению президента Анвара Садата, это должно было способствовать привлечению в страну иностранного капитала и облегчить экспорт египетской рабочей силы в такие основные нефтедобывающие арабские страны, как Ливия и Саудовская Аравия. Темпы экономического роста ускорились, состояние государственного платежного баланса улучшилось. Эта политика привела к быстрому обогащению единиц и ухудшению положения основной части населения. Экономика Египта оказывалась все больше привязанной к Западу.

#### Роспуск АСС
В 1975 году президент Садат принял решение о создании в рамках Арабского социалистического союза (АСС) трёх политических платформ: центристской (правящее большинство), левой и правой. По сути дела, это свидетельствовало о начале создания в Египте контролируемой многопартийной системы. В 1976 на выборах в Народное собрание кандидаты от садатовской центристской платформы, получившей название Арабской социалистической партии (АСП), одержали убедительную победу, завоевав 280 из 352 мест. После выборов Садат объявил, что все три платформы АСС будут в дальнейшем трансформированы в партии.

#### Хлебные бунты
В январе 1977 года правительство под давлением Международного валютного фонда приняло решение вдвое сократить субсидии на товары первой необходимости. 18—19 января по всей стране прошли многомиллионные демонстрации. Они вошли в историю страны как «хлебные бунты», но принимали подчас политический характер. Это был протест народа против политики Садата. Решение о сокращении субсидий пришлось отменить.

#### Репрессии
Когда оппозиция стала критиковать провалы правительства в экономике и выдвигать обвинения официальным лицам в коррупции, Садат ввёл ограничения на политическую деятельность в стране. Недовольство проявляли и исламские фундаменталисты, усилившие свою активность после поражения Египта в войне 1967 года. Фундаменталисты яростно отвергали американизацию культурной и идеологической жизни Египта, и их враждебное отношение к коптскому христианскому меньшинству не раз приводило к беспорядкам.
Незадолго до смерти, в сентябре 1981 года, Садат начал новую волну масштабных репрессий. По его приказу органы МВД во главе с доверенным силовиком Набауи Исмаилом арестовали многих интеллектуалов, сторонников Насера, представителей исламского и христианского (копты) духовенства.

## Гибель
Осенью 1981 года террористические группы исламских фундаменталистов «Аль-Гамаа аль-исламийя» и «Египетский исламский джихад», объединившись, организовали убийство Садата, отомстив ему за сближение с Израилем. 6 октября на военном параде в Каире в честь годовщины арабо-израильской войны 1973 года примерно в 11:40 группа заговорщиков во главе с лейтенантом Халедом аль-Исламбули спрыгнули с грузовика, и лейтенант метнул в сторону трибуны ручную гранату. Она взорвалась, не долетев до цели. Ещё пятеро десантников открыли автоматный огонь по правительственной трибуне. Смертельно раненый Садат был доставлен в госпиталь, где и скончался. Погибло 12 человек, включая президента, 31 получил самые различные по степени тяжести ранения (например, вице-президент Хосни Мубарак был ранен в локоть левой руки, прикрывая сердце). Халед аль-Исламбули и другие участники покушения были осуждены и расстреляны в апреле 1982 года.

## После смерти
Преемником Садата стал вице-президент Хосни Мубарак. Он управлял страной до 11 февраля 2011 года. Введённый вслед за терактом режим чрезвычайного положения действовал до марта 2010 года, окончательно отменён 1 июня 2012 года.
В похоронах Садата приняло участие рекордное число лиц из разных стран мира, в том числе экс-президенты США Ричард Никсон, Джеральд Форд и Джимми Картер, что случалось достаточно редко. Президент Судана Джафар Нимейри оказался единственным из глав арабских стран, который присутствовал на похоронах. Только три страны из 24, входивших в Лигу арабских государств, направили своих представителей на похороны. Садат был похоронен в Мемориале неизвестному солдату в Каире, недалеко от места гибели.
После убийства Садата часть египетских боевиков бежала за рубеж. Трое исполнителей теракта были схвачены на месте, ещё один трое суток спустя. Также был арестован инженер Мухаммед Абдель Салям Фарраг, разработавший план убийства Садата. 15 апреля 1982 года Фарраг и двое гражданских заговорщиков были повешены, а бывшие военные Исламбули и Аббас Али расстреляны. Обстоятельства убийства президента до сих пор не вполне ясны. Следствие не установило, как, миновав тщательный контроль, боевики пронесли оружие и гранаты в грузовик, и почему за несколько секунд до теракта телохранители Садата покинули посты вокруг трибуны. По одной из версий, за терактом стояли американские, по другой — египетские спецслужбы, также выдвигалась версия о причастности КГБ. Племянник покойного президента Талаат аль-Садат заявлял, что убийство было следствием международного заговора. 31 октября 2006 года он был приговорён к году тюремного заключения за клевету на вооружённые силы Египта, менее чем через месяц после того, как он дал интервью, в котором обвинил египетских генералов в заговоре с целью убийства своего дяди. В интервью саудовскому телеканалу он утверждал, что в заговор были вовлечены Соединённые Штаты и Израиль.
Впоследствии боевые группы, разработавшие план убийства Садата, вступили в контакты с Усамой бен Ладеном, «Египетский исламский джихад» присоединился к «аль-Каиде». В 2003 году из египетской тюрьмы вышел один из организаторов убийства Садата — Карам Зохди. В одном из интервью лондонской газете «Шарк эль-аусат» он публично признал президента Садата мучеником, а его убийство — ошибкой; за своё раскаяние он и был помилован и выпущен из тюрьмы, хотя был приговорён к пожизненному заключению.

## Награды

### Награды Египта
- Гроссмейстер ордена Нила
- Гроссмейстер ордена Республики
- Гроссмейстер ордена Независимости
- Гроссмейстер ордена Заслуг
- Гроссмейстер ордена Добродетельности
- Гроссмейстер ордена Синайской Звезды

Награды иностранных государств
| Страна            | Дата вручения   | Награда                                                                                                   | Награда                                                                                                   | Литеры |
| ----------------- | --------------- | --- | --- | ------ |
| Албания           | —               | Кавалер Большого креста ордена Верности                                                                   | Кавалер Большого креста ордена Верности                                                                   |        |
| Кувейт            | —               | Кавалер цепи ордена Мубарака Великого                                                                     | Кавалер цепи ордена Мубарака Великого                                                                     |        |
| Саудовская Аравия | —               | Кавалер цепи ордена Короля Абдель-Азиза                                                                   | Кавалер цепи ордена Короля Абдель-Азиза                                                                   |        |
| Малайзия          | 1965 —          | Великий командор ордена Защитника Королевства                                                             | Великий командор ордена Защитника Королевства                                                             | SMN    |
| Непал             | 1974 —          | Кавалер ордена Оясви Раянья                                                                               | Кавалер ордена Оясви Раянья                                                                               |        |
| Италия            | 6 апреля 1976 — | Кавалер Большого креста, декорированного большой лентой ордена «За заслуги перед Итальянской Республикой» | Кавалер Большого креста, декорированного большой лентой ордена «За заслуги перед Итальянской Республикой» |        |
| Испания           | 18 марта 1977 — | Кавалер Большого креста ордена Изабеллы Католической                                                      | Кавалер Большого креста ордена Изабеллы Католической                                                      |        |
| США               | 26 марта 1984 — | Президентская медаль Свободы                                                                              | Президентская медаль Свободы                                                                              |        |